# MMA Attack

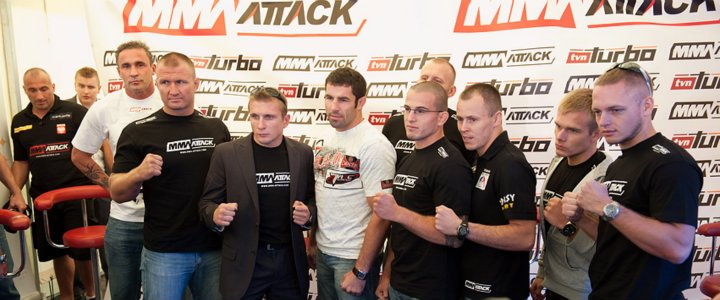
Zawodnicy MMA Attack (w tle plakat logotypu)

MMA Attack – polska organizacja promująca walki MMA, działająca w latach 2011-2013, ponownie od 2022. Pierwszym założycielem i właścicielem organizacji był Dariusz Cholewa, jednak aktualnie nowym szefem projektu jest Dawid Kurtysiak (prezes zarządu). Walki na MMA Attack toczą się w oktagonie. Pierwsza gala transmitowana była na TVN Turbo, druga oraz trzecia przez Polsat Sport, zaś czwarta i piąta miała dostęp PPV.

## Historia

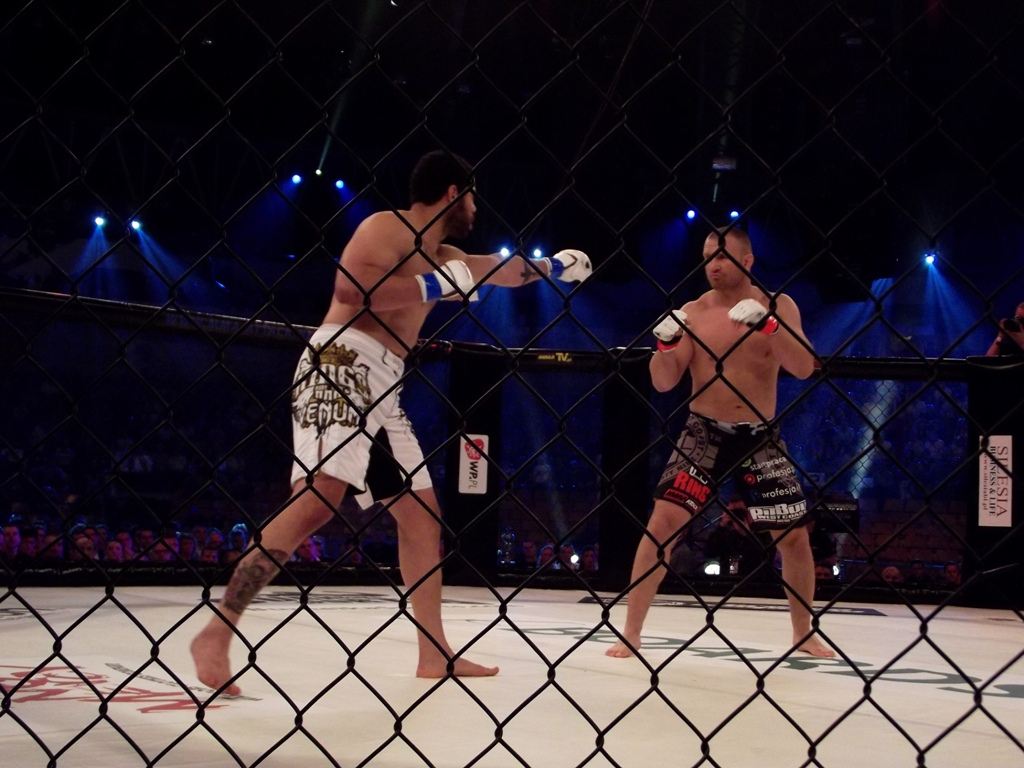
MMA Attack 2 w katowickim Spodku, walka Damiana Grabowskiego z Eddiem Sanchezem, 27 kwietnia 2012.

Pierwsza gala MMA Attack odbyła się 5 listopada 2011 w warszawskiej hali Torwar. Na gali odbyło się 7 pojedynków na zasadach MMA oraz jedna w K-1. Druga gala MMA Attack odbyła się 27 kwietnia 2012 w katowickim Spodku. Na gali odbyło się 10 walk, a główną było starcie Damiana Grabowskiego z Eddiem Sanchezem. 
Trzecia gala była zaplanowana na 29 września 2012, jednak z powodu problemów organizatora gali została przesunięta na 27 kwietnia 2013. W dniu 12 kwietnia 2013 roku ogłoszono, że cała gala będzie transmitowana przez nadawcę ipla, włącznie z undercardem. Oprócz tego pierwsze cztery walki głównej karty zostały pokazane przez Polsat Sport, a cztery ostatnie starcia przez Polsat. 
Gala MMA Attack 4 miała odbyć się 26 października 2013 w gdańsko-sopockiej Ergo Arenie, jednak to wydarzenie odwołano. Powodem odwołania gali w Trójmieście były problemy spowodowane wycofaniem się dwóch głównych sponsorów, bez których wsparcia nie udałoby domknąć się budżetu (nie dotyczy to Fabryki Mebli Bodzio i firmy Kesmet). Nie bez znaczenia jest także słaba sprzedaż biletów, która utwierdziła organizatorów w przekonaniu, że polskie MMA nie jest gotowe na dużą galę z czysto sportową kartą walk. Na karcie walk mieli wystąpić m.in. Tomasz Drwal, Damian Grabowski, Krzysztof Jotko i Peter Sobotta.
9 grudnia 2021 organizacja za pośrednictwem Facebooka dodała posta sugerującego powrót w 2022 roku oraz zapowiedziała niedoszłą, czwartą galę zatytułowaną „Reaktywacja". Nowym szefem organizacji MMA Attack został Dawid Kurtysiak, właściciel znany z innej organizacji - Silesian MMA. Czwarte wydarzenie oficjalnie odbyło się 24 września w Arenie Będzin, w której zawalczyli tacy zawodnicy jak m.in. Mateusz Strzelczyk, Robert Bryczek, Tomasz Jakubiec, David Ramires, Artur Sowiński, Serigne Ousmane Dia, Wagner da Conceição Martins, Vaso Bakočević, Adam Wieczorek czy Oli Thompson. Galę skomentowali Grzegorz Szulakowski i Rafał Pawlak.
W grudniu 2023 roku organizacja wydała oświadczenie informujące o nowych zmianach jakie są i będą realizowane. Wśród wymienionych podano m.in takie jak: funkcję prezesa zarządu objął Rafał Wiraszka (dotychczasowy współwłaściciel), MMA Attack będzie także teraz znana pod nazwą MMA ATK czy poinformowano o dołączeniu przez federację do grupy telewizyjnej Polsat. Dodatkowo planowana piąta gala pierwotnie zatytułowana „MMA Attack 5: Wojna Światów" zmieniła nazwę na „MMA ATK: New Beginning". Wydarzenie to zaplanowano na termin 19 stycznia 2024 w Hali Widowiskowo-Sportowej "Centrum Aktywizacji i Integracji Społecznej" w Grodzisku Mazowieckim, jednak się ono nie odbyło w podanym terminie przez wycofanie się kluczowego sponsora federacji MMA ATK.
28 sierpnia 2024 roku, Dawid Kurtysiak za pomocą mediów społecznościowych zapowiedział powrót organizacji MMA Attack (już pod starą nazwą) w 2025 roku.
W grudniu 2024 roku, zapowiedziano potrójną gala sportów walki, składającą się z aż trzech federacji Dawida Kurtysiaka m.in Silesian MMA, MMA Attack oraz Walcz i Pomagaj. Wydarzenie Silesian MMA 20 & MMA Attack 5 & WIP 10, odbyło się 1 lutego 2025 w Będzin Arenie. W najważniejszej walce wieczoru Tomasz Gromadzki na zasadach boksu w rękawiach do MMA pokonał Pawła Hadasia.  Zaś w Co-Main Evencie, czyli drugiej walce wieczoru, starcie na zasadach MMA Salima Touahriego z Mariuszem Wachem zakończyło się remisem. Ponadto w walce zawodowych pięściarzy Kamil Młodziński wygrał z Kamilem Łaszczykiem na zadach boksu w rękawicach do MMA. Swoje występy zanotowali także: Kacper Kabara, Daniel Więcławski, Krystian Wilczak, Patryk Nikel, Sebastian Nowak czy Łukasz Malankowski.
Szóste wydarzenie MMA Attack odbędzie się w opolskiej Stegu Arenie.

## Zasady i reguły walki
MMA Attack wzoruje się w głównej mierze na wiodącej w USA i na świecie organizacji UFC, więc z tego względu została wprowadzona identyczna klatka - tzw. oktagon, czyli ośmiokątny ring otoczony siatką, w której odbywają się pojedynki. Przepisy i reguły walki również wyglądają podobnie.
- pojedynek odbywa się w oktagonie (klatce)
- pojedynek trwa 3 rundy po 5 minut
- przerwa między rundami trwa 1 minutę

Sposoby wyłonienia zwycięzcy:
- nokaut
- poddanie (odklepanie lub werbalne)
- techniczne poddanie
- techniczny nokaut
- decyzję sędziów
- dyskwalifikację

Akcje zabronione:
- dźwignie skrętne na szyję
- uderzenia na tył głowy
- uderzenia i kopnięcia na krocze
- szczypanie
- drapanie
- wsadzanie palców w oczy
- szarpanie za włosy
- plucie
- gryzienie
- trzymanie siatki
- rzut: pełen suples
- uderzanie głową

W sytuacji gdy jeden z zawodników jest w parterze:
- kopnięcia stopą w głowę leżącego (zawodnik leżący może kopać tego, który stoi)
- kolano na głowę
- stompy na głowę
- soccer kicki na głowę

## Kategorie wagowe
- kogucia (do 61 kg / 134 lbs)
- piórkowa (do 66 kg / 146 lbs)
- lekka (do 70 kg / 154 lbs)
- półśrednia (do 77 kg / 170 lbs)
- średnia (do 84 kg / 185 lbs)
- półciężka (do 93 kg / 205 lbs)
- ciężka (do 120 kg / 265 lbs)

## Lista gal
| Nr | Gala                                    | Data             | Miejsce              | Frekwencja widowni (przybliżona) | Transmisja            |
| -- | --------------------------------------- | ---------------- | -------------------- | -------------------------------- | --------------------- |
| 1  | MMA Attack 1                            | 5 listopada 2011 | Warszawa, Torwar     | 5000                             | TVN Turbo             |
| 2  | MMA Attack 2                            | 27 kwietnia 2012 | Katowice, Spodek     | 10 000                           | Polsat Sport          |
| 3  | MMA Attack 3                            | 27 kwietnia 2013 | Katowice, Spodek     | 7 300                            | Polsat Sport          |
| 4  | MMA Attack 4: Reaktywacja               | 24 września 2022 | Będzin, Będzin Arena |                                  | ppv.mma-attack.pl     |
| 5  | Silesian MMA 20 & MMA Attack 5 & WIP 10 | 1 lutego 2025    | Będzin, Będzin Arena |                                  | mma-attack.ppv.stream |
| 6  | MMA Attack 6                            | 27 września 2025 | Opole, Stegu Arena   |                                  | ?                     |

## Wyniki gal

### MMA Attack 1

#### Walka wieczoru (K-1)
- Walka w kategorii ciężkiej:  Przemysław Saleta –  Marcin Najman

Zwycięstwo Salety przez TKO w 1. rundzie (kontuzja)

#### Karta główna (MMA)
- Walka w kategorii ciężkiej:  Michał Kita –  Ricco Rodriguez

Zwycięstwo Kity przez jednogłośną decyzję sędziów
- Walka w kategorii średniej:  Tomasz Drwal –  Gary Padilla

Zwycięstwo Drwala przez jednogłośną decyzję sędziów
- Walka w kategorii ciężkiej:  Damian Grabowski –  Joaquim Ferreira

Zwycięstwo Grabowskiego przez poddanie w 1. rundzie (duszenie gilotynowe)
- Walka w kategorii lekkiej:  Maciej Górski –  Juan Barrantes

Zwycięstwo Barrantesa przez niejednogłośną decyzję sędziów po dogrywce
- Walka w kategorii półśredniej:  Borys Mańkowski –  Peter Sobotta

Remis (zmiana werdyktu przez organizatora, pierwotnie zwycięstwo Mańkowskiego przez niejednogłośną decyzję sędziów po dogrywce)
- Walka w kategorii piórkowej:  Sebastian Grabarek –  Johnny Frachey

Zwycięstwo Fracheya przez niejednogłośną decyzję sędziów
- Walka w kategorii lekkiej:  Piotr Niedzielko –  Maciej Sikoński

Zwycięstwo Niedzielko przez TKO w 1. rundzie (uderzenia w parterze)

### MMA Attack 2

#### Walka wieczoru
- Walka w kategorii ciężkiej:  Damian Grabowski –  Eddie Sanchez

Zwycięstwo Grabowskiego przez poddanie w 2. rundzie (kimura)

#### Karta główna
- Walka w kategorii ciężkiej:  Marcin Najman –  Robert Burneika

Zwycięstwo Burneiki przez poddanie w 2. rundzie (uderzenia w parterze)
- Walka w kategorii półciężkiej:  Michał Fijałka –  Hans Stringer

Zwycięstwo Stringera przez jednogłośną decyzję sędziów (30:28, 30:28, 30:27)
- Walka w kategorii piórkowej:  Sebastian Grabarek –  Sergej Grečicho

Zwycięstwo Grecicho przez poddanie w 2. rundzie (duszenie zza pleców)
- Walka w kategorii półśredniej:  Peter Sobotta –  Juan Manuel Suarez

Zwycięstwo Sobotty przez poddanie w 1. rundzie (duszenie zza pleców)
- Walka w kategorii średniej:  Piotr Strus –  Wendres Carlos da Silva

Zwycięstwo Carlosa da Silvy przez poddanie w 2. rundzie (duszenie brabo)
- Walka w kategorii półśredniej  Krzysztof Jotko –  Damir Hadžović

Zwycięstwo Jotko przez jednogłośną decyzję sędziów (29:27, 29:28, 29:28)

#### Karta wstępna
- Walka w kategorii lekkiej:  Rafał Raczyński –  Arbi Szamajew

Zwycięstwo Szamajewa przez jednogłośną decyzję sędziów (29:28, 29:28, 29:28)
- Walka w kategorii półśredniej:  Arkadiusz Żaba –  Remigiusz Gros

Zwycięstwo Żaby przez poddanie w 2. rundzie (duszenie trójkątne)
- Walka w kategorii średniej:  Livio Victoriano –  Robert Bryczek

Zwycięstwo Victoriano przez poddanie w 1. rundzie (skrętówka)

### MMA Attack 3

#### Walka wieczoru
- Walka w kategorii open:  Robert Burneika –  Dawid Ozdoba

Zwycięstwo Burneiki przez dyskwalifikację w 3. rundzie (unikanie walki - trzecia żółta kartka)

#### Karta główna
- Walka w kategorii ciężkiej:  Damian Grabowski –  Stav Economou

Zwycięstwo Grabowskiego przez niejednogłośną decyzję sędziów (30:29, 29:28, 29:30)
- Walka w kategorii średniej:  Tomasz Drwal –  Wes Swofford

Zwycięstwo Drwala przez poddanie w 1. rundzie (balacha)
- Walka w kategorii średniej:  Krzysztof Jotko –  Bojan Veličković

Zwycięstwo Jotko przez niejednogłośną decyzję sędziów (29:28, 28:28, 29:28)
- Walka w kategorii półciężkiej:  Michał Fijałka –  Karol Celiński

Remis (niejednogłośny) (29:29, 28:29, 29:29)
- Walka w kategorii średniej:  Livio Victoriano –  Oskar Piechota

Zwycięstwo Piechoty przez KO w 2. rundzie (cios pięścią)
- Walka w kategorii koguciej:  Marcin Lasota –  Tymoteusz Świątek

Zwycięstwo Lasoty przez poddanie w 3. rundzie (duszenie zza pleców)
- Walka w kategorii lekkiej:  Piotr Hallmann –  Juha-Pekka Vainikainen

Zwycięstwo Hallmanna przez jednogłośną decyzję sędziów (30:26, 30:26, 30:27)

#### Karta wstępna
- Walka w kategorii półśredniej:  Arkadiusz Żaba –  Damian Milewski

Zwycięstwo Milewskiego przez poddanie w 1. rundzie (balacha)
- Walka w kategorii koguciej kobiet:  Agnieszka Niedźwiedź –  Klaudia Apenit

Zwycięstwo Niedźwiedź przez TKO w 2. rundzie (uderzenia w parterze)
- Walka w kategorii piórkowej:  Damian Pronobis –  Bartłomiej Kurczewski

Zwycięstwo Kurczewskiego przez poddanie w 1. rundzie (klucz na stopę)

Nagrody bonusowe:
- Nokaut wieczoru →  Oskar Piechota
- Poddanie wieczoru →  Bartłomiej Kurczewski
- Walka wieczoru →  Krzysztof Jotko –  Bojan Veličković

### MMA Attack 4: Reaktywacja

#### Walka wieczoru
- Walka w kategorii ciężkiej:  Adam Wieczorek –  Oli Thompson

Zwycięstwo Wieczorka przez TKO w 3 rundzie

#### Karta główna
- Walka w kategorii open: (Boks w meksykańskich rękawicach)  Mateusz Murański –  Vaso Bakočević

Zwycięstwo Bakočevicia przez jednogłośną decyzję sędziów (30:25, 30:25, 30:25)
- Walka w kategorii superciężkiej:  Serigne Ousmane Dia –  Wagner da Conceição Martins

Zwycięstwo Ousmane Dia przez TKO w 1 rundzie
- Walka w kategorii open: (kick-boxing / zasady K-1)  Artur Sowiński –  Piotr Ćwik

Zwycięstwo Sowińskiego przez jednogłośną decyzję sędziów (30:27, 30:27, 30:27)
- Walka w kategorii średniej:  Łukasz Stanek –  Henry Fadipe

Zwycięstwo Fadipe przez KO w 2 rundzie
- Walka w kategorii średniej:  Tomasz Jakubiec –  David Ramires

Zwycięstwo Jakubca przez jednogłośną decyzję sędziów (30:27, 29-28, 30:27)
- Walka w umownym limicie -86 kg:  Robert Bryczek –  Mateusz Strzelczyk

Zwycięstwo Bryczka przez KO w 1 rundzie
- Walka bokserska w umownym limicie -75 kg:  Filip Bątkowski –  Krystian Wilczak

Zwycięstwo Bątkowskiego przez jednogłośną decyzję sędziów (30:26, 30:26, 30:26)
- Walka w kategorii lekkiej:  Krystian Blezień –  Mateusz Makarowski

Zwycięstwo Makarowskiego przez jednogłośną decyzję sędziów

### Silesian MMA 20 & MMA Attack 5 & WIP 10

#### Walka wieczoru
- Walka bokserska (w rękawicach MMA) w umownym limicie -91 kg: Tomasz Gromadzki –  Paweł Hadaś

Zwycięstwo Gromadzkiego przez TKO w 1 rundzie

#### Karta główna (MMA Attack)
- Walka w kategorii open:  Salim Touahri –  Mariusz Wach

Remis poprzez brak zakończenia walki przed czasem
- Walka bokserska (w rękawicach MMA) w umownym limicie -68 kg: Kamil Młodziński –  Kamil Łaszczyk

Zwycięstwo Młodzińskiego przez większościową decyzję sędziów
- Walka w kategorii open:  Łukasz Malankowski –  Sebastian Nowak

Zwycięstwo Nowaka przez TKO w 1 rundzie
- Walka kick-bokserska (K-1) w kategorii półśredniej:  Patryk Nikel –  Krystian Wilczak

Zwycięstwo Nikela przez jednogłośną decyzję sędziów
- Walka bokserska (w rękawicach MMA) w kategorii ciężkiej:  Kacper Kabara –  Daniel Więcławski

Zwycięstwo Kabary przez jednogłośną decyzję sędziów

#### Pozostałe (Silesian MMA 20 oraz WIP 10)
- Walka bokserska (w rękawicach MMA) w umownym limicie -88 kg:  Adam Stachura –  Remigiusz Gros

Zwycięstwo Grosa przez TKO w 1 rundzie
- Walka bokserska (w rękawicach MMA) w umownym limicie -67 kg:  Oliwier Juszczyk –  Daniel Wojańczyk

Zwycięstwo Juszczyka przez TKO w 1 rundzie
- Walka kick-bokserska (w rękawicach MMA) w kategorii półśredniej:  Przemysław Barański –  Hubert Marcisz

Zwycięstwo Marcisza przez TKO w 3 rundzie
- Walka bokserska (w rękawicach MMA) w umownym limicie -70 kg:  Bogusław Rajtar –  Kacper Kapuściński

Zwycięstwo Rajtara
- Walka w umownym limicie -80 kg:  Łukasz Pokutyński –  Patryk Patrzałek

Zwycięstwo Patrzałka przez jednogłośną decyzję sędziów
- Walka kick-bokserska (w rękawicach MMA) w kategorii ?:  Adrian Długaj –   Wincenty Wrześniowski

Zwycięstwo Długaja przez TKO w 1 rundzie
- Walka bokserska w umownym limicie -115 kg:  Ryszard Raszkiewicz –  Tomasz Kolcun

Zwycięstwo Raszkiewicza
- Walka w umownym limicie -44 kg:  Norbert Krause –  Tyson Kwiatkowski

Zwycięstwo Krause przez poddanie w 1 rundzie
- Walka kick-bokserska w kategorii półśredniej:  Krystian Plewniak –  Jan Pilarczyk

Zwycięstwo Plewniaka

### MMA Attack 6
Walka Wieczoru:
- Walka w kategorii półśredniej:  Salim Touahri –  TBA[21]

Karta Główna:
- Walka w kategorii ?:  Grzegorz Szulakowski –  TBA[22]
- Walka w kategorii ?:  Sergiusz Uzarek –  TBA[23]
- Walka bokserska (w rękawicach MMA) w umownym limicie -68 kg: Kamil Młodziński –  TBA[24]
- Walka w kategorii średniej:  Livio Victoriano –  TBA[25]
- Walka w kategorii ?:  Natan Jakuszewski –  TBA[26]
- Walka w kategorii ?:  Ariel Wittek –  TBA[27]
- Walka w kategorii ?:  Kacper Sochacki –  TBA[28]
- Walka w kategorii ?:  Radosław Chojnowski –  TBA[29]
- Walka w kategorii ?:  Wojciech Ożga –  TBA[30]
- Walka w kategorii ?:  Rulejman Romańczyk –  TBA[31]
- Walka w kategorii ?:  Bartłomiej Mikołajczyk  –  TBA[32]
- Walka w kategorii ?:  Krystian Krupiński –  TBA[33]
- Walka w kategorii ?:  Tobiasz Golis  –  TBA[34]
- Walka w kategorii ?:  Jakub Lubas  –  TBA[35]
- Walka w kategorii półśredniej:  Patryk Krzak  –  TBA[36]
- Walka w kategorii ?:  Rusłan Tarasiuk  –  TBA[37]

Karta Wstępna:
- Walka w kategorii :  TBA  –  TBA